# Georg Meyer (Zahnmediziner)
Georg Meyer (* 30. November 1948 in Bad Bevensen) ist ein deutscher Zahnmediziner und ehemaliger Präsident der DGZMK.
Georg Meyer wuchs auf Gut Nienbüttel, einem Bauernhof in der Nähe von Natendorf in der Lüneburger Heide, auf. Er hat zwei jüngere Schwestern (Maria und Katrin Meyer). Seine Eltern, Barbara und Georg, arbeiteten auf dem Hof und hatten auch einige Angestellte.
Nach seinem Schulabschluss studierte Meyer an der Universität in Göttingen und machte sein Staatsexamen 1976. Anfangs wendete er sich der Agrarwissenschaft zu, während des Studiums wechselte er jedoch zur Zahnmedizin.
1981 folgte die Promotion und danach 1987 die Habilitation. Ein Jahr später absolvierte er eine Gastprofessur an der University of Minnesota in Minneapolis. 1992 wurden ihm drei Lehrstühle (Jena, Freiburg und Greifswald) angeboten. Er entschied sich für die Universitäts- und Hansestadt Greifswald, wo 1993 die Rufaufnahme an die Ernst-Moritz-Arndt-Universität stattfand. Seither ist er der Direktor der Poliklinik für Zahnerhaltung, Parodontologie und Endodontologie.
Von 1996 bis 2002 war Georg Meyer der Präsident des Konzils der Greifswalder Universität. Seit 2001 ist er der geschäftsführende Direktor des Zentrums für Zahn-, Mund- und Kieferheilkunde und von Oktober 2004 bis 2008 Präsident der DGZMK. An der Universität in Moskau ist Meyer seit Juni 2006 Dr. h. c. der Staatlichen Medizin und Zahnmedizin.